# Dun-Gletscher
Der Dun-Gletscher ist ein kleiner und steiler Gletscher im ostantarktischen Viktorialand. Am Südhang der Kukri Hills fließt er auf halber Strecke zwischen Mount Coates und dem Sentinel Peak zum Ferrar-Gletscher.
Der australische Geologe Thomas Griffith Taylor (1880–1963), Leiter der Westgruppe bei der britischen Terra-Nova-Expedition (1910–1913), benannte ihn. Die Bedeutung bzw. der Namensgeber sind nicht überliefert.